# Albert Samuel Gatschet
Albert Samuel Gatschet, född 3 oktober 1832 i Beatenberg, kantonen Bern, död 16 mars 1907, var en schweizisk-amerikansk etnograf.
Gatschet studerade historia och filologi vid universiteten i Bern och Berlin, reste 1868 till New York och anställdes 1877 i byrån för amerikansk etnologi i Washington, D.C. Gatschet, som ursprungligen sysslade med romanska dialektstudier, ägnade sig i USA åt utforskningen av indianspråken och publicerade flera skrifter.